# Nicolás Borrás

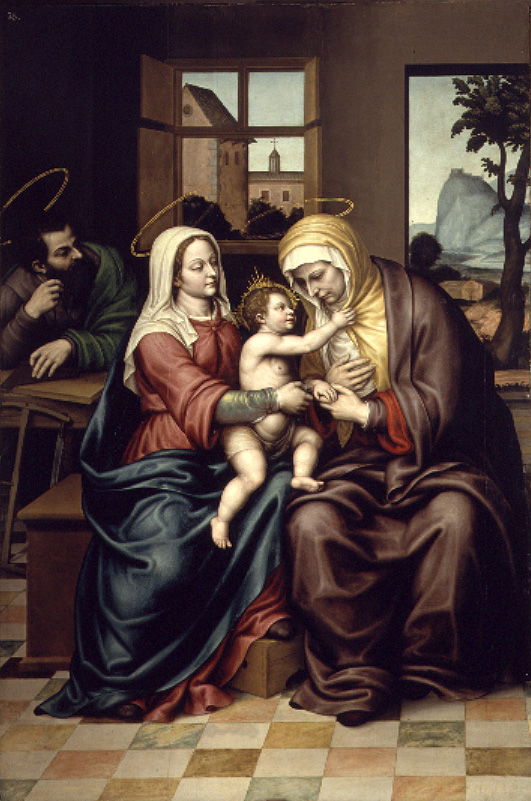
La Sagrada Familia con Santa Ana, óleo sobre tabla, 204,5 x 137,5 cm, Museo de Bellas Artes de Valencia.

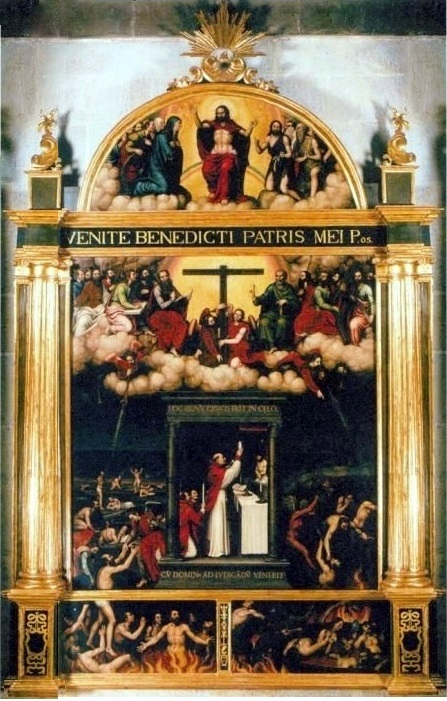
Retablo de ánimas (1574). Concatedral de San Nicolás de Bari, Alicante. Centrado en el tema de la Misa de San Gregorio y el Juicio Final según un modelo muy común en la pintura valenciana hasta la Contrarreforma.

Nicolás Borrás Falcó (Cocentaina, 1530-Monasterio de San Jerónimo de Cotalba, 1610) fue un pintor renacentista valenciano, discípulo y continuador del estilo de Juan de Juanes, que con él se prolongará hasta el siglo XVII, quedando al margen de las nuevas corrientes naturalistas representadas por Francisco Ribalta y Juan Sariñena.

## Biografía y obra
Nacido en Cocentaina (Alicante), Nicolás Borrás fue hijo de Jerónimo Borrás, sastre de profesión, y de Úrsula Falcó. Parece probable, por lo que él mismo declaró en alguna ocasión, que se formase en Valencia en el taller de Juan de Juanes, a quien años después llamaba «preceptor y queridísimo maestro», en compañía de un hijo de este, Vicente Joanes, con quien más adelante aparecerá relacionado. 
Las primeras noticias que se tienen de Nicolás Borrás como pintor datan de 1558, cuando se encontraba trabajando en la conclusión del desaparecido retablo mayor de la iglesia del Salvador en su próspera localidad natal. Recibió las órdenes sacerdotales hacia 1560 y consta que en 1569 obtuvo licencia como confesor de clérigos y seglares. Esta nueva ocupación no le hizo abandonar la pintura, que continuó practicando en su Cocentaina natal, a la que siguió vinculado intermitentemente y donde dejó diversas obras en la iglesia de Santa María, el palacio condal y el convento franciscano de San Sebastián. Paralelamente trabajó en distintos lugares del Reino de Valencia, entregado a la realización de retablos para iglesias y conventos, de los que se conservan, entre otros, el retablo de los Misterios del Rosario pintado para el convento de Santo Domingo de Orihuela, o el de las Ánimas de la Concatedral de San Nicolás de Bari en Alicante, fechado en 1574. En este siguió una tipología muy difundida en Valencia en el siglo XVI y que el propio Borrás abordaría en alguna otra ocasión, como en el retablo parcialmente conservado de la iglesia del monasterio de San Jerónimo de Cotalba (Museo de Bellas Artes de Valencia). 
Trabajando en este monasterio se sintió atraído por la vida monástica y, a los 45 años, solicitó su ingresó en la Orden de San Jerónimo. Un año después, en 1576, hizo testamento y profesó como monje en dicho monasterio de San Jerónimo de Cotalba. Pintó en él su retablo mayor, formado por catorce tablas de formato grande y compleja composición, concluido en 1579, y varios retablos menores junto con otras pinturas para distintas dependencias, pinturas que fueron transferidas en su mayor parte, tras la desamortización de Mendizábal, al Museo de Bellas Artes de Valencia donde se conservan en parte almacenadas debido a su tamaño o en depositado en el monasterio de El Puig. De los retablos citados por las fuentes literarias, se han perdido los dedicados a San Lorenzo y la Magdalena, así como las pinturas al fresco localizadas en distintos puntos del monasterio. Únicamente se conserva en su lugar La Santa Cena, grisalla pintada al temple que presidía uno de los refectorios del monasterio, habiéndose perdido otra pintura de igual asunto localizada en el segundo.
El escritor y eclesiástico Gaspar Juan Escolano en sus Décadas de la historia de la insigne y coronada ciudad y reyno de Valencia publicadas en 1610, elogió las obras de Nicolás Borrás en el monasterio de San Jerónimo de Cotalba, que le causaron una gran impresión: «de las delicadas y célebres pinturas que por todos sus claustros y paredes de los lugares más vistosos, ha dejado de su mano y pincel un hijo desta casa y reino, llamado Fray Nicolás Borrás, que murió en este año (...) su espíritu y excelencia en el arte de pintar vivirá para siempre en las lenguas de la fama».

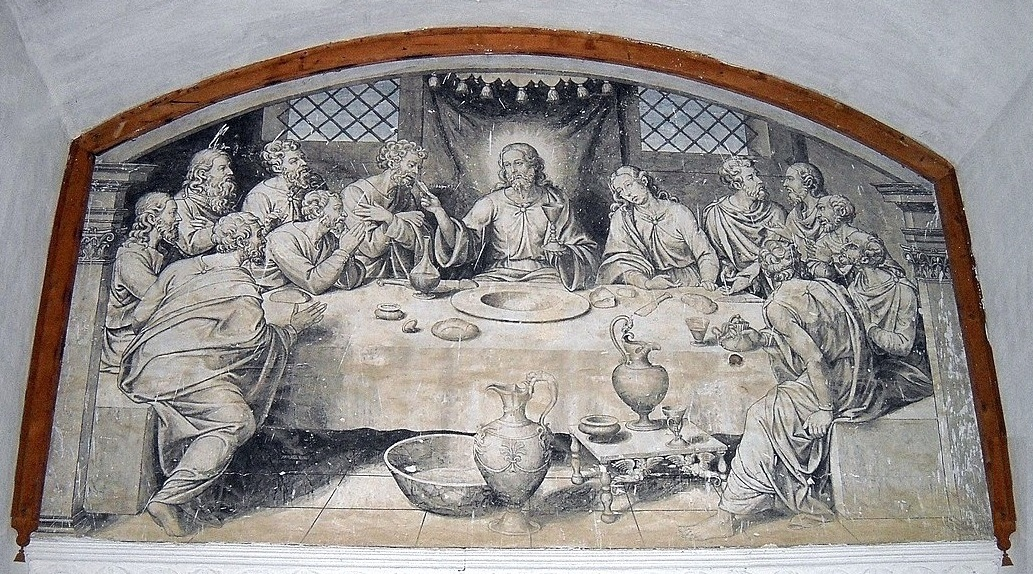
La Santa Cena, pintura al fresco. Refectorio del Monasterio de San Jerónimo de Cotalba,

Su inquietud espiritual le llevó a pasarse a la orden franciscana durante un breve período, no tardando en retornar a su monasterio de San Jerónimo de Cotalba del que ya solo se ausentaría por razones de trabajo. Así, en 1582 estaba en Bocairente junto con Miguel Joan Porta, ocupado en la tasación del retablo que había dejado inacabado Juan de Juanes y terminado su hijo Vicente Joanes. En 1588 se encontraba en el monasterio jerónimo de San Miguel de los Reyes (Valencia), para el que pintó, entre otras obras, el San Miguel del retablo de la Concepción y un Cristo a la columna en el claustro (actualmente en el Museo de Bellas Artes de Valencia), asunto que repetirá en la iglesia de San Nicolás de Valencia y en el convento de los franciscanos de Cocentaina. Según Orellana dejó también su autorretrato en la celda del prior, ante una imagen de la Virgen. En 1591, de nuevo en Valencia, asistió a la consulta que la Generalidad Valenciana hizo a los mejores pintores de la ciudad y del reino acerca de la decoración de la Sala Nova del Palacio de la Generalidad Valenciana.
Su estilo monumental y devoto, anclado en los modelos de los Macip, le proporcionó gran cantidad de encargos en iglesias y conventos, a los que pudo atender gracias a las dispensas concedidas por sus superiores en el monasterio de San Jerónimo de Cotalba, principal beneficiario de los ingresos proporcionados por su ingente trabajo. Debido a ello, y a las numerosas concesiones que Borrás había hecho al monasterio, en 1601 la comunidad acordó celebrar cincuenta misas todos los años por su alma e incluirlo en la lista de los benefactores del monasterio. Las últimas obras documentadas de Borrás son las que realizó entre 1602 y 1604 para el convento franciscano de San Sebastián en su Cocentaina natal, aunque parece que aún pudo seguir en activo hasta 1608. Murió en el monasterio de San Jerónimo de Cotalba el 5 de septiembre de 1610.